# Musée régional de Laponie
Le musée régional de Laponie est un musée située dans le complexe Arktikum au centre de Rovaniemi, en Finlande. 